# Ouroux-sous-le-Bois-Sainte-Marie
Ouroux-sous-le-Bois-Sainte-Marie este o comună în departamentul Saône-et-Loire, Franța. În 2009 avea o populație de 70 de locuitori.

## Evoluția populației
| An        | 1975 | 1982 | 1990 | 1999 | 2006 | 2009 |
| --------- | ---- | ---- | ---- | ---- | ---- | ---- |
| Populație | 84   | 81   | 74   | 70   | 69   | 70   |